# チルネコ・デル・エトナ
チルネコ・デル・エトナ（英：Cirneco Dell'Etna）は、イタリアのシチリア島、エトナ山周辺地域原産のサイトハウンド犬種である。別名はシチリアン・グレイハウンド（英：Sicilian Greyhound）、チルネコ・デルエトナ。稀に誤表記でCirneco Delletnaとつづられることもあり、これに従ってチルネコ・デレトナ と呼ばれることもある。

## 歴史
約3000年前（紀元前1000年ごろ）にフェニキア人によりシチリア島に持ち込まれた、古代エジプト原産のチズムという超古代犬種が先祖である。このチズムが原産地に定住し、適応して進化したのがチルネコ・デル・エトナである。尚、本種のようにチズムを先祖とする犬種は10種類以上あり、ほぼ全てがフェニキア人によって原産地へもたらされたものから誕生している。
主にウサギやキジ、ヤマウズラを狩るのに使われた。グレイハウンド系の犬種でありながら体が小さく小回りが利き、起伏の激しい原産地でも駆け回ることができた。
1900年代には頭数が減り、絶滅の危機に陥ったが、シチリアの名犬種を絶滅させまいとした島民による島を上げての大々的な保護活動により、絶滅を回避することに成功した。
その後1952年にFCIに公認犬種として登録され、世界的に知られるようになった。現在は原産地シチリアだけでなく、ヨーロッパ各国でも飼育が行われるようになった。しかし、原産地以外では、姿は似るがデル・エトナよりサイズの大きいマルタ原産のファラオ・ハウンドのほうが人気であり、あまり多くは飼育されていない。

## 特徴
グレイハウンド系の犬種ではあるが、サイズは小さめである。姿は先祖であるチズムや兄弟種のファラオ・ハウンドによく似ている。筋肉質の引き締まった体つきで、サイトハウンド犬種であるためスリムでマズル、首、脚、胴、尾が長い。目は小さいが眼光は鋭くなく、瞳の色は琥珀色である。火山地帯の出身であるため足腰が非常に強く、スタミナも多い。耳はろうそく耳、尾は飾り毛のない先細りのサーベル形の垂れ尾。コートはスムースコートで、暑さには強いが寒さに弱い。毛色はレッドやブラウン・アンバー（茶琥珀色）などで、それにホワイトのパッチが入ったものもいる。体高42〜50cm、体重8〜12kgの中型犬で、性格は陽気で愛情深い。主人家族に対しては人懐こいが、そのほかの人に対してはあまりなれなれしくしない。訓練やしつけをしっかりと飲み込む賢さを持ち、ペットとして飼育するのにも適した犬種である。しかし、サイトハウンドのため運動量は多い。尚、冬季が寒い地域での飼育の際は、その期間は服を着せるなどして保温する必要がある。かかりやすい病気は皮膚疾患や関節疾患（関節炎）などがある。